# Кэсс
Кэсс (англ. Cass) — город в новозеландском регионе Кентербери на Южном острове; административно входит в округ Селуин.
Город получил название в честь Томаса Кэсса, принимавшего участие в межевании этих мест. Мимо города проходит 73-е шоссе, а станция на железной дороге Мидленд, ведущей из Крайстчерча на Уэст-Кост, была построена в 1910 году. В 1923 году открылся Тоннель Отира, и железная дорога начала работать на полную мощность. С 1987 года через город проходит пассажирский поезд TranzAlpine. По состоянию на 2010 год в городе находится 5 домов, но там живёт всего один человек, Барри Драммонд, что делает Кэсс одним из немногих населённых пунктов с населением в 1 человек. Также в городе находятся отель и бар, а также крупная строительная фирма Cass Contracting, где работает 170 человек.
Некоторое время Кэсс был последней станцией Мидленда, пока шло строительство тоннеля через Артурс-Пасс; в это время население города составляло около 800 человек. Здание вокзала покрыто росписями, которые выполнила Рита Энгус в 1936 году.
В Кэссе находится экспедиционная станция университета Кентербери.